# Джанашия, Заза Зурабович
За́за Зура́бович Джана́шия (груз. ზაზა ზურაბის ძე ჯანაშია; 10 февраля 1976, Зугдиди, Грузинская ССР, СССР) — грузинский футболист, нападающий. Игрок национальной сборной (1997—2001). Известен по выступлениям за московский «Локомотив».

## Карьера
Воспитанник ДЮСШ города Зугдиди. В начале своей карьеры выступал за грузинские клубы «Одиши» Зугдиди, «Шевардени 1906» (Тбилиси) и «Самтредиа».
В 1996 году 20-летний грузинский футболист был приглашён в московский «Локомотив» главным тренером клуба Юрием Сёминым. В составе «Локомотива» Джанашия четырежды становился призёром чемпионата России, четырежды обладателем Кубка России, дважды участвовал в полуфиналах Кубка обладателей кубков УЕФА.
Сыграл за клуб в 194 матчах, забил 51 мяч:
Чемпионат России: 145 (33);
Кубок России: 18 (4);
Еврокубки: 31 (14).
Последний гол Джанашии за «Локомотив» стал одним из самых важных в истории клуба. 20 июня 2001 года в финале Кубка России 2000/2001 «Локомотив» встречался с клубом «Анжи». На последней минуте матча при проигрышном счёте 0:1 нападающий московского клуба забил ответный мяч, позволивший перевести игру в дополнительное время, в итоге в серии послематчевых пенальти сильнее оказался «Локомотив» (4:3). В 2001 году по собственному желанию покинул команду, хотя позже возмущался тем, что его не приглашал в сборную Александр Чивадзе. Также ходили слухи, что Джанашию не взяли в сборную из-за лишнего веса.
После ухода из московского «Локомотива» в 2002 году игрок выступал в Грузии за тбилисский «Локомотив» на правах аренды, в 2003 году за «Коджаэлиспор» из турецкого города Измита, а завершил свою игровую карьеру в 2004 году выступлениями за «Балтику» (Калининград) в Первом дивизионе России. Завершить карьеру форвард был вынужден из-за травм обоих голеностопов.
С 2007 по 2008 год Джанашия работал тренером в ДЮСШ «Локомотив-Перово» (Перово), занимаясь с детьми 1994 года рождения.
В начале января 2018 года Джанашия приобрел свой родной клуб «Зугдиди», где в 1991 году начинал карьеру в высшей лиге Грузии, после клуб скатился в низшие дивизионы. Джанашия выиграл электронный аукцион и приобрёл клуб за 61 тысячу лари (20 тысяч евро). Под его руководством клуб из 3-го дивизиона поднялся в 1-й.

## Достижения
Командные
- Серебряный призёр чемпионата России: 1999, 2000, 2001
- Бронзовый призёр чемпионата России: 1998
- Обладатель Кубка России (4): 1996, 1997, 2000, 2001

Личные
- В списках 33 лучших футболистов чемпионата России (2): № 2 (1998, 1999)
- Лучший бомбардир ФК «Локомотив» (Москва) в чемпионате России 1998 года (8 мячей; вместе с А. Бородюком)
- № 1 в номинации «Первый нападающий» по оценкам «Спорт-Экспресс» (2): 1998 (средний балл 6,13), 1999 (6,29)[6][7]

## Статистика
| Сезон     | Команда        | Чемпионат | Кубок | Еврокубки |
| 1991/1992 | Одиши          | 31 (4)    |       |           |
| 1992/1993 | Одиши          | 28 (9)    |       |           |
| 1993/1994 | Шевардени-1906 | 30 (14)   |       |           |
| 1994/1995 | Самтредиа      | 19 (15)   |       |           |
| 1995/1996 | Самтредиа      | 4 (2)     |       |           |
| 1996      | Локомотив (М)  | 27 (4)    | 2 (0) | 2 (0)     |
| 1997      | Локомотив (М)  | 30 (8)    | 5 (1) | 3 (1)     |
| 1998      | Локомотив (М)  | 28 (8)    | 4 (2) | 8 (3)     |
| 1999      | Локомотив (М)  | 20 (6)    | 1 (0) | 7 (8)     |
| 2000      | Локомотив (М)  | 20 (5)    | 3 (0) | 8 (2)     |
| 2001      | Локомотив (М)  | 20 (2)    | 3 (1) | 3 (0)     |
| 2001/2002 | Локомотив (Тб) | 7 (2)     |       |           |
| 2002/2003 | Локомотив (Тб) | 15 (4)    |       |           |
| 2003/2004 | Коджаэлиспор   | 3 (0)     |       |           |
| 2004      | Балтика        | 12 (3) Д2 |       |           |

## Личная жизнь
Джанашия женат. Имеет троих сыновей — Зазу, Луку и Нику..